# Goriot apó
A Goriot [IPA: ɡɔʁjo] apó (Le Père Goriot) Honoré de Balzac (1799–1850) francia író 1835-ben írt regénye, amely az Emberi Színjáték Jelenetek a magánéletből ciklusában foglal helyet. Párizsban, 1819-ben játszódik, és három karakter összefonódott életét követi: az öreg Goriot-ét; a bujdosó bűnöző Vautrinét és Eugène de Rastignac joghallgatóét.
Eredetileg sorozatos formában adták ki 1834–35 telén. A Goriot apó Balzac egyik legfontosabb regénye. A szerző itt használ első ízben más írásaiból visszatérő karaktereket, ez a technika megkülönbözteti Balzac életművét a többitől, és egyedivé teszi az Emberi színjátékot. Emellett a mű – alaposan kidolgozott karaktereivel és leírásaival – kitűnő példa a realista regény műfajára.
A regény a Bourbon-restauráció ideje alatt játszódik, ami alapvető változásokat hozott a francia társadalomban; a regényben mindenütt jelen van az egyének küzdelme, hogy biztosítsák a felsőbb-osztálybeli helyzetüket. Párizs városa szintén nagy hatással van a szereplőkre, főleg a fiatal Rastignacra, aki Franciaország déli részén nőtt fel. Balzac Goriot-n és a többieken keresztül elemzi a család és a házasság természetét, pesszimista képet festve ezen intézményekről.
A regényt vegyes kritikával fogadták. A kritikusok egy része magasztalta Balzacot a komplex karakterekért és a részletekre való figyelméért, mások elítélték a korrupció és kapzsiság sokszoros ábrázolásáért. Balzac kedvenc műve, a könyv hamar nagy népszerűségre tett szert, gyakran adaptálták színpadra és készült belőle többször film is.

## Háttér

### Történelmi háttér
A Goriot apó 1819-ben kezdődik, Napóleon császár Waterloonál elszenvedett vereségét követően, miután a Bourbon-ház újra trónra került Franciaországban. Az ipari forradalom hatására feszültség alakult ki az arisztokrácia és a burzsoázia között, amit XVIII. Lajos trónra lépése tovább erősített. Ebben a korban Franciaországban feszültségek alakultak ki a társadalmi rendszerben, az alsóbb osztály rettenetes szegénységbe süllyedt. Becslések szerint a párizsi lakosok majdnem háromnegyede nem kereste meg az 500-600 frankot, ami a létminimumhoz volt csak elegendő. Ugyanakkor ez a felfordulás lehetővé tett egyfajta társadalmi mozgékonyságot, ami az előző századok ancien régime-ében (régi rend: hűbéri önkényuralmon alapuló államrend) elképzelhetetlen volt. Akik hajlandóak voltak alkalmazkodni az új társadalom szabályaihoz, szerény családi hátterük ellenére alkalomadtán feljebb tudtak lépni a ranglétrán, ám ezzel kiváltva a biztosabb anyagi helyzetűek ellenérzését.

### Irodalmi háttér
Mire Balzac 1834-ben elkezdte írni a Goriot apót, már több tucat könyvet jelentetett meg, köztük sok álnéven írt potboilert (megélhetési regény, darab). 1829-ben jelent meg A huhogók, az első könyv, amit a saját nevén írt, ezt követte az A szamárbőr (1831), Louis Lambert (1832) és a Chabert ezredes (1832). Ez idő tájt Balzac elkezdte sorba rendezni műveit, kategóriákba sorolta azokat, amik a 19. század eleji franciaországi élet különböző aspektusait mutatták be. Ezt a sorozatot hívta Emberi színjátéknak.

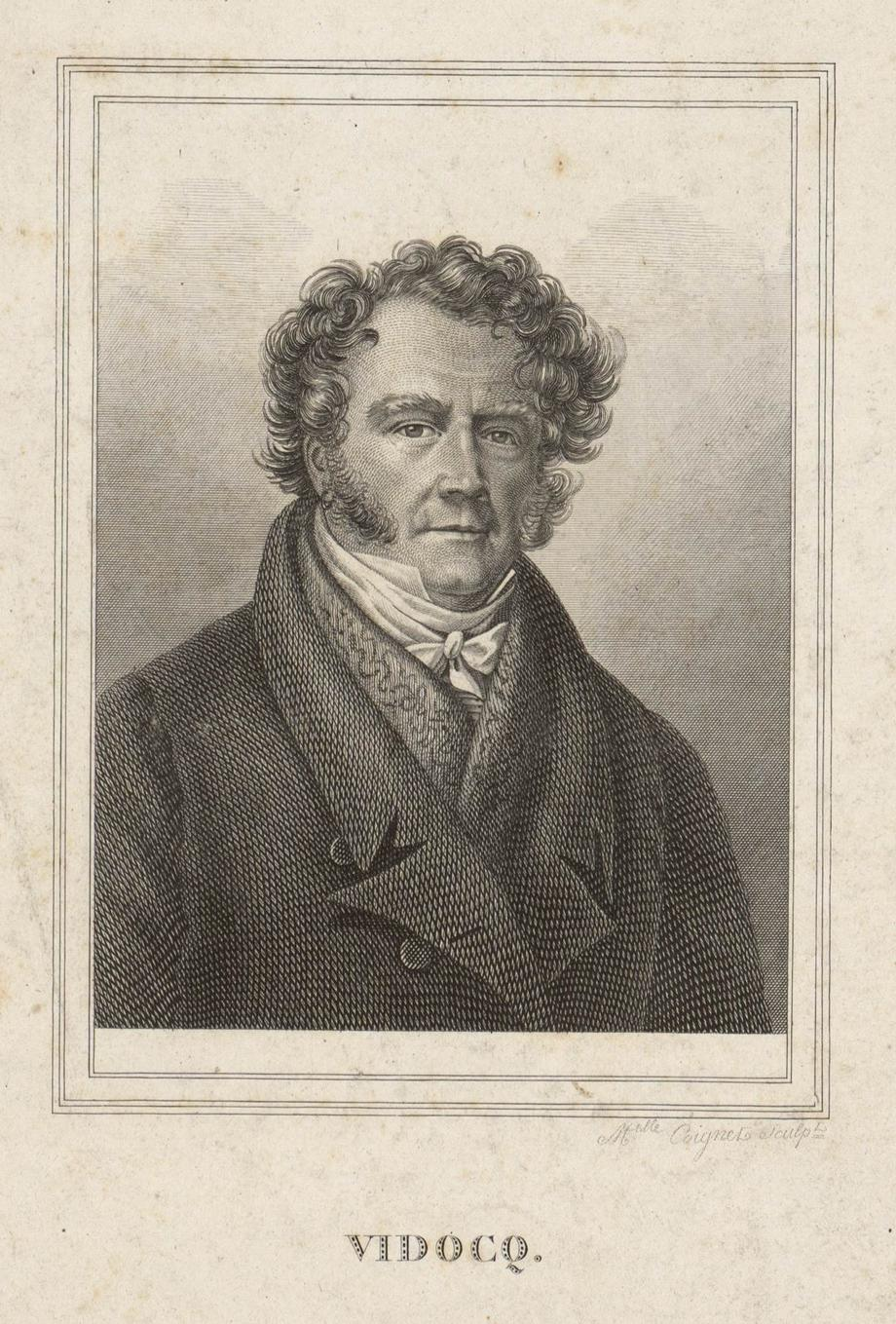
A francia bűnöző, Eugène-François Vidocq volt Vautrin karakterének alapja a Goriot apóban.

Az egyik aspektus – ami lenyűgözte Balzacot – a bűnözés volt. 1828–29 telén a csalóból lett rendőr, Eugène-François Vidocq kiadta bűnözői életmódjáról szóló emlékiratait – a szerkesztők által jócskán felnagyítva. Balzac 1834-ben találkozott Vidocq-kal, és őt használta alapként Vautrin karakterének megalkotásához.

## Írás és kiadás
1834 nyarán Balzac egy tragikus sorsú apáról szóló történeten kezdett dolgozni, akit lányai elutasítanak. Az író naplójában számos dátum nélküli bejegyzés található a történetről: „Goriot apó személye – Egy jó ember – középosztálybeli vendégfogadó ház – 600 frank jövedelem – teljesen lecsupaszította magát a lányaiért, akiknek fejenként 50 000 frank a jövedelmük – haldoklik, mint egy kutya.” A Goriot apó első piszkozatát negyven téli nap alatt írta; sorozatos formában adták ki december és február között a Revue de Paris-ban. Regényként 1835 márciusában jelentette meg a Werdet kiadó, aki májusban a második kiadást is kinyomtatta. Egy alaposan átdolgozott harmadik kiadás 1839-ben jelent meg a Charpentier-nél. Szokásához híven Balzac terjengős jegyzetekkel látta el a kiadóktól kapott lenyomatot, így regényei későbbi kiadásai gyakran jelentősen különböztek a korábbiaktól. A Goriot apó esetében több karaktert megváltoztatott más regényeiben is megjelenő személyekre, és új leírásokat tartalmazó bekezdéseket adott hozzá.
Eugène de Rastignac karaktere már megjelent Balzac korábbi filozofikus regényében az A szamárbőrben, mint másokat beavató világfi. Miközben a Goriot apó első piszkozatát írta, Balzac a karaktert „Massiac”-nak nevezte, majd hirtelen úgy döntött, hogy inkább az A szamárbőrben megismert karaktert használja. Több más karaktert ugyanígy megváltoztatott. Ekkor használt először strukturáltan visszatérő karaktereket, ennek a technikának mélysége jellemezte regényeit.
1834-ben Balzac Az emberi színjáték Jelenetek a párizsi életből ciklusába helyezte a Goriot apót, de utána hamar átrakta – a karakterek magánéletén lévő erőteljes hangsúly miatt – a Jelenetek a magánéletből ciklusba. Balzac Az emberi színjáték című regényciklusa által megkísérelte megalkotni a 19. századi francia társadalom korképét, hogy „bemutassa a teljes társadalmat, zavarának teljességében ábrázolva azt”.

## Magyarul
- Goriot apó / Grandet Eugénia; ford. Korányi Frigyes, Hevesi Sándor, bev. Ambrus Zoltán; Révai, Bp., 1904 (Klasszikus regénytár)
- Goriot apó. Jelenetek a párizsi életből; ford. Gábor Andor; Lampel, Bp., 1909 (A világirodalom klasszikus regényei)
- Goriot apó. Regény, 1-2; ford. Szegedy Ila; Tolnai, Bp., 1929 (Tolnai regénytára)
- Goriot apó, 1-2.; ford. Éber László, bev. Bánóczi László; Gutenberg, Bp., 1929 (A Gutenberg Könyvkiadó Vállalat könyvei)
- Goriot apó / Birotteau nagysága és hanyatlása. Jelenetek a párisi életből; ford. Aranyossy Pál; Grill, Bp., 1943 (Grill klasszikus regényei)
- Goriot apó. Regény; ford. Lányi Viktor; Szépirodalmi, Bp., 1955 (Olcsó könyvtár)
- Gobseck / Goriot apó; ford. Déry Tibor, Lányi Viktor, bev. Dániel Anna, jegyz. Somogyi Pál László; Európa, Bp., 1963 (A világirodalom klasszikusai)
- Goriot apó; ford. Bíró Péter; Akkord, Bp., 2012 (Talentum diákkönyvtár)

## Fordítás
- Ez a szócikk részben vagy egészben  a   Le Père Goriot című angol Wikipédia-szócikk fordításán alapul.  Az eredeti cikk szerkesztőit annak laptörténete sorolja fel. Ez a jelzés csupán a megfogalmazás eredetét és a szerzői jogokat jelzi, nem szolgál a cikkben szereplő információk forrásmegjelöléseként.